# La Bâtie-des-Fonds
La Bâtie-des-Fonds är en kommun i departementet Drôme i regionen Auvergne-Rhône-Alpes i sydöstra Frankrike. Kommunen ligger i kantonen Luc-en-Diois som tillhör arrondissementet Die. År 2022 hade La Bâtie-des-Fonds 4 invånare.

## Befolkningsutveckling
Antalet invånare i kommunen La Bâtie-des-Fonds
Referens:INSEE